# Orleães
Orleães ou Orleans (em francês Orléans) é uma cidade e comuna no norte-centro da França, cerca de cento e vinte quilômetros a sul de Paris. É a  capital (préfecture) do departamento de Loiret e da região Centro-Vale do Loire. A localização central permite que ela seja um polo irradiador voltado para diversas cidades francesas e europeias (Bruxelas, Londres, Barcelona e outras). Sua população em 2015 era de 114 644 habitantes. Há 433 337 habitantes no arrondissement de Orleans.

## Geografia

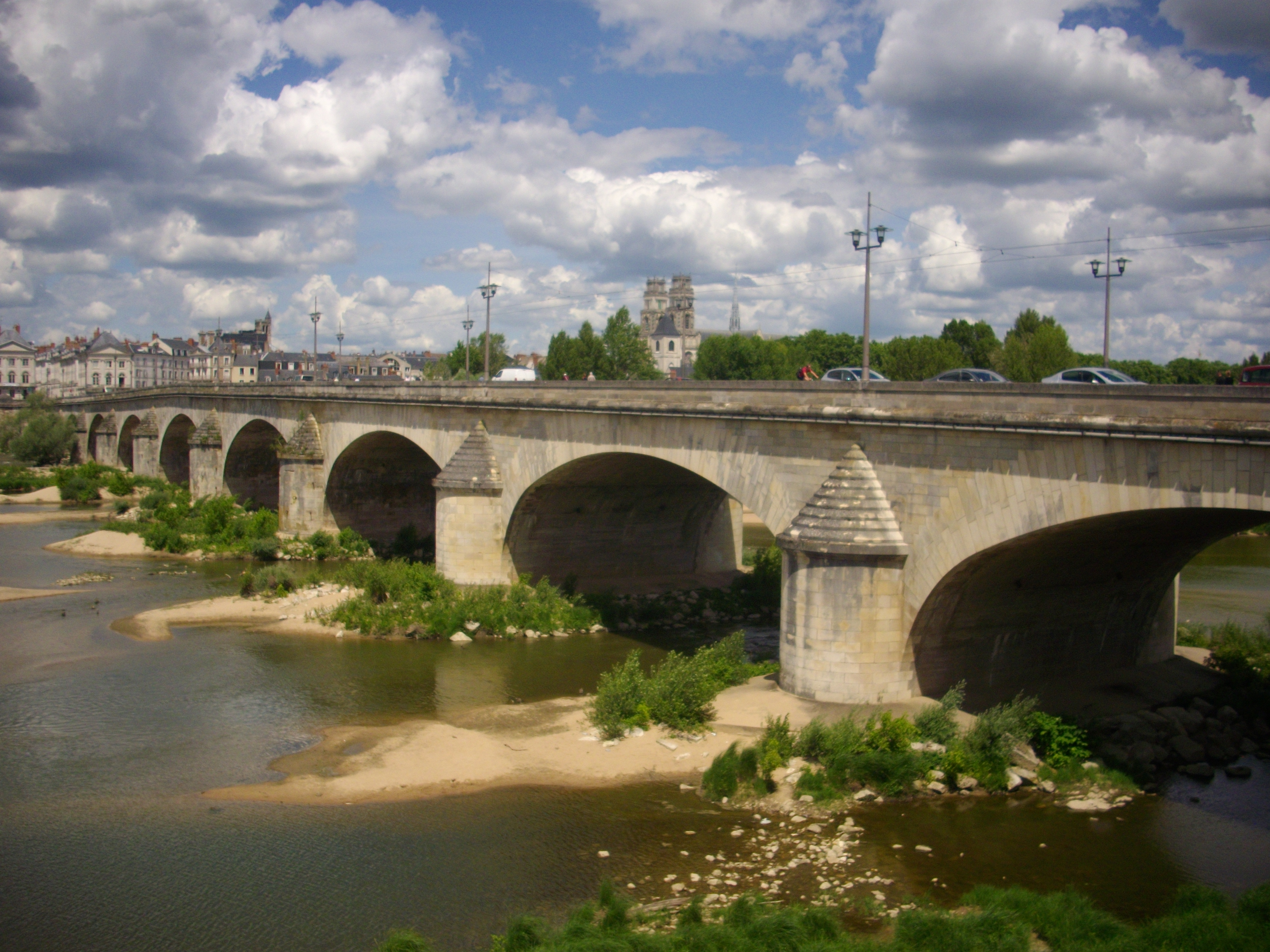
Ponte George V

Capital de Orleanês , à 120 quilômetros sudoeste de Paris, Orleães está situado no extremo norte da Sologne, no extremo norte da Beauce e do Bosque de Orleães.
Orleães é cortado pelo rio Loire, correndo no sentido  leste-oeste da cidade. A cidade pertence a região do Vale do Loire (Patrimônio Mundial da Humanidade pela UNESCO desde 2000) situado entre a comuna  Sully-sur-Loire e  a Chalonnes-sur-Loire.
Cinco pontos permitem a travessia do rio: As pontes de Europa, Marechal Joffre, George V ( também chamada de ponte Real), servindo de passagem do Bonde de Orleães, René Thinat e Vierzon (ferroviária).

### Bairros

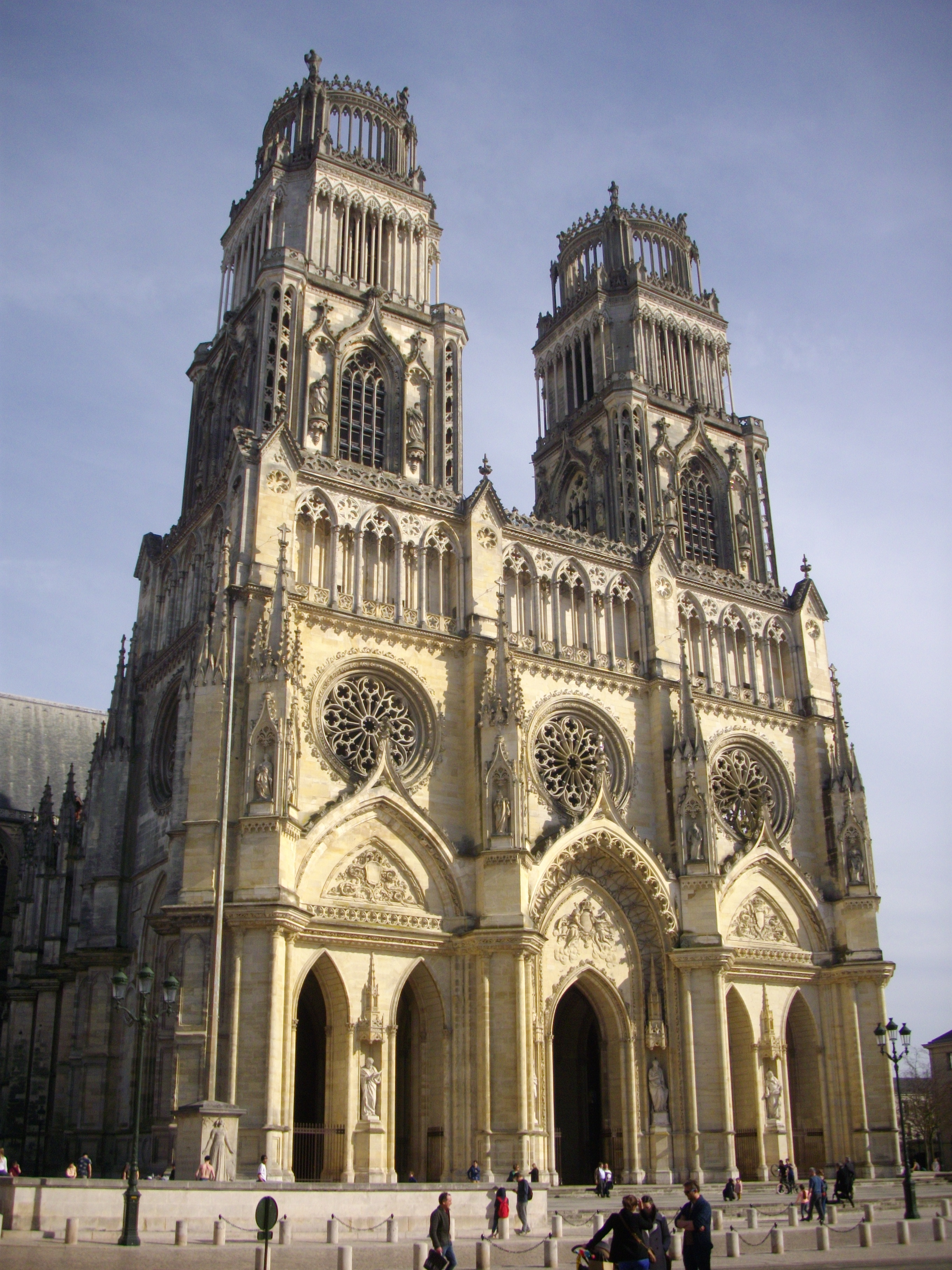
Catedral de Orléans

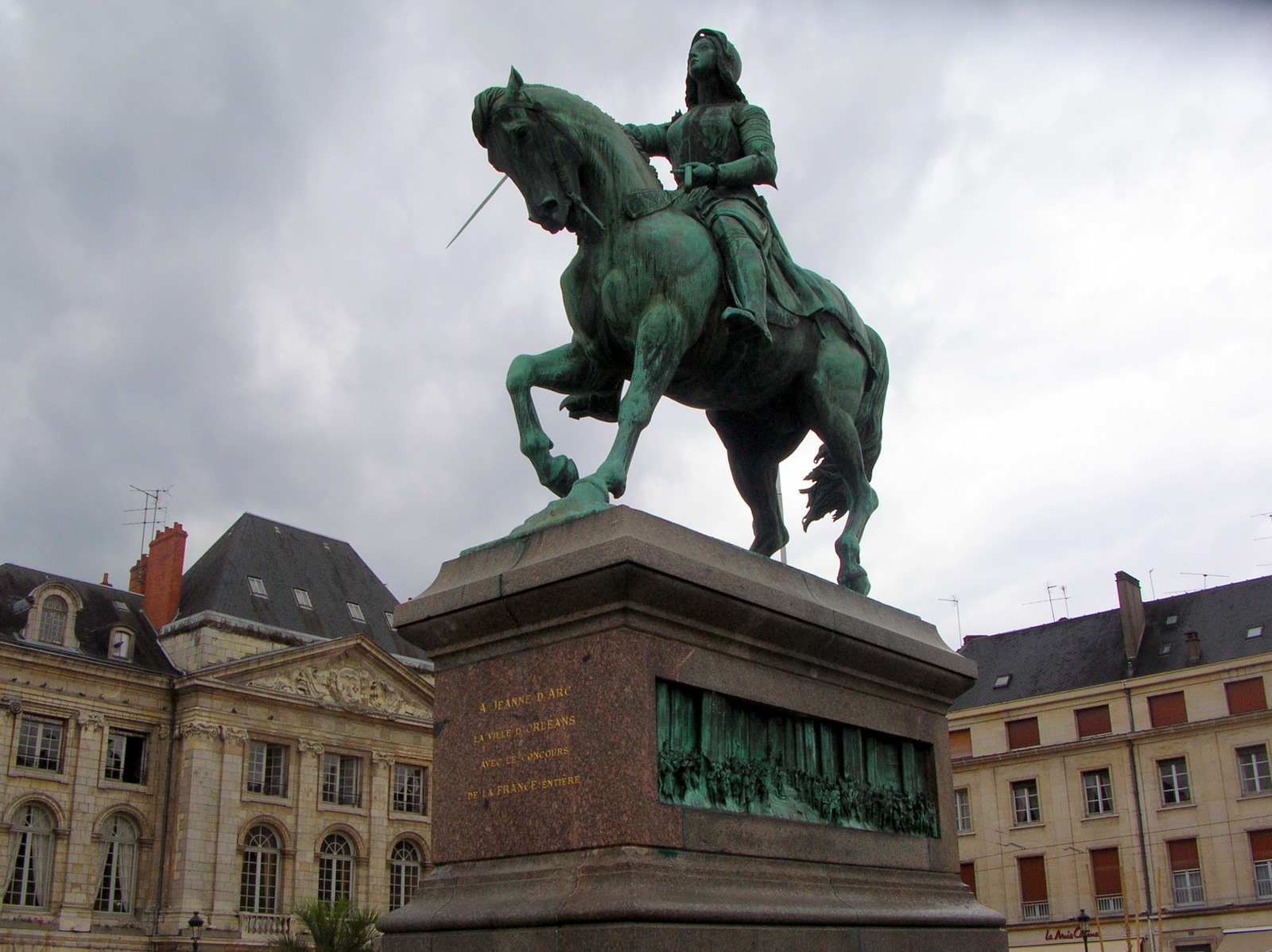
Estátua de Joana d´Arc

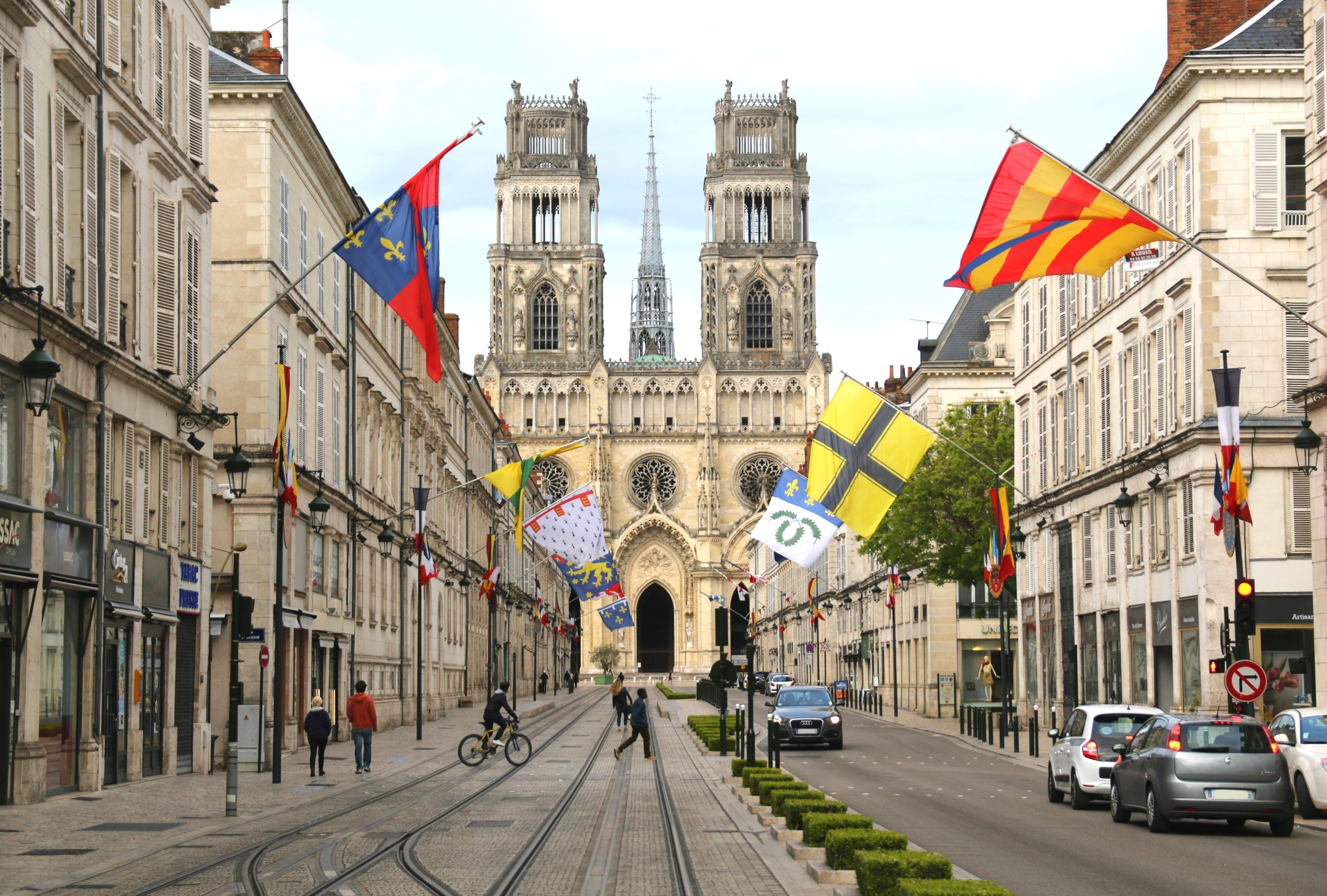
Rua Joana d'Arc

A cidade é composta por dez bairros agrupados em seis setores, quatro ao norte do rio Loire (margem direita) e dois ao sul. Cada setor tem um conselho local e, desde de o início do mandato em 2014, um conselho de bairro. De fato, os setores ao norte do Loire são divididos em dois ou três distritos, enquanto no sul cada um dos outros dois setores se fundem em um grande bairro. Anteriormente havia doze conselhos, um para cada (dez no norte e dois no sul).
Na margem direita, o centro da cidade é delimitado pelas avenidas chamadas Mail e que seguem a rota das antigas muralhas e está dividido em dois bairros: Bourgogne -République, correspondente ao centro da cidade e Carmes - Bannier , à oeste da rua da República e a rua Real. O setor é composto pelos bairros de Saint-Marc-Burgundy e Argonne Sud, a leste do centro da cidade; Barrière Saint-Marc - La Fontaine , a nordeste, a menos povoada de acordo com o censo do INSEE de 1999; Argonne - Nécotin - Belneuf, a nordeste. O setor norte agrupa os bairros Gare - parc  Pasteur - Saint-Vincent e Acacias - Blossières - Murlins. Enfim, o setor oeste é constituída dos bairros Châteaudun - Dunois - fabourg Bannier, ao noroeste e Madeleine, à oeste.
A margem esquerda é dividida  em dois setores, cada um correspondendo a um distrito. Saint-Marceau é logo ao sul do loire. Orleans-la-Source, mais ao sul, no limite do Sologne, é o mais populoso e maior distrito localizado em terras adquiridas da comuna de Saint-Cyr-en-Val e que abriga, entre outros, um hospital, uma universidade, empresas e centros de investigação.

## História
A cidade de Orleães está situada em um local que servia de ligação dos povos da antiguidade, que vinham do Mediterrâneo em direção ao norte da Europa. A cidade localiza-se na margem direita do Loire, ao longo do rio, com o norte em direção a Paris.
Orleães foi fundada com o nome de Cenabo (em latim: Cenabum). Cenabo era um reduto gaulês, uma das principais cidades da tribo dos Carnutes onde os druidas realizavam a sua assembleia anual. Em 52 a.C., Júlio César a conquistou. A cidade foi construída pelos romanos. Mudou de nome para Aureliano (em latim: Aurelianum), em homenagem ao imperador Aureliano, que reconstruiu a cidade.
Acompanhando os vândalos, os alanos atravessaram o Líger em 408. Um de seus grupos, sob Goar, juntou as forças romanas de Flávio Aécio para combater Átila quando ele invadiu a Gália em 451, tomando parte na Batalha dos Campos Cataláunicos sob o rei Sangibano. Instalados em Orleães e ao longo do Líger, eles foram rebeldes (matando senadores da cidade quando eles sentiram que tinham sido pagos muito lentamente ou muito pouco) e ressentidos pelos habitantes locais. Muitos habitantes ao redor da cidade têm nomes presentes testemunhando a presença Alana - Allaines.
Foi tomada pelos francos em 486, pelo rei merovíngio Clóvis I. Em seguida foi a capital do Reino de Orleães, após a morte de Clóvis I.
Durante o reino de Carlos Magno, foi construída sua Universidade, que se tornou exemplo para a construção de novas universidades na Europa durante a Idade Média. O seu estatuto de cidade real a colocou no meio de importantes eventos da história do reino de França, cujo evento militar mais famoso foi a conquista da cidade pelos franceses durante a Guerra dos Cem Anos, sob comando de Joana d'Arc.
Nos séculos XV e XVI, a cidade se tornou uma das mais belas da França. Igrejas e hotéis se multiplicaram. No entanto, guerras de religião perturbaram fortemente a prosperidade que a cidade não encontrava desde o século X.
A partir do século XVIII, o porto da cidade passou a receber vários navios vindo das Antilhas, a região do açúcar. Orleães se tornou uma cidade de trocas comerciais e de convergência das culturas.
No século XIX, a chegada das ferrovias perturbou a economia da cidade, e a Segunda Guerra Mundial atingiu em cheio a cidade, que foi parcialmente destruída. Após a guerra, Orleães se comprometeu em uma operação de reconstrução e se desenvolveu para o sul do Loire com a criação do bairro de La Source.
Atualmente como capital regional, Orleães associa dinamismo econômico, qualidade de vida e radiação cultural.
A cidade de Nova Orleães (em francês:  La Nouvelle-Orléans), nos Estados Unidos, foi assim chamada homenagem a Orleães.